# 佩列斯韋特
56°25′N 38°11′E / 56.417°N 38.183°E
佩列斯韋特（俄语：Пересве́т）是俄羅斯莫斯科州東北部的一個城市。位於莫斯科東北90公里。2005年估計人口17,500人。
1955年建立。2000年脫離克拉斯諾扎沃茨克設市。